# Trinitytestet

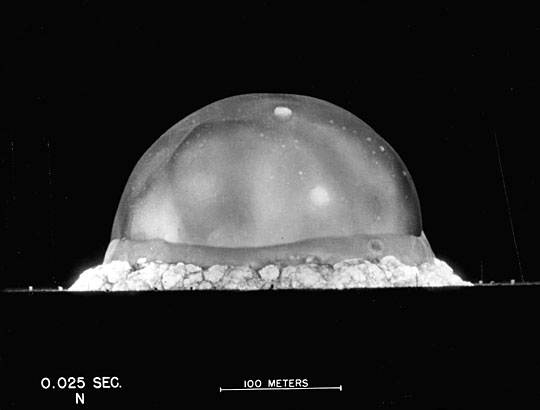
"Trinitys" eldklot i ett tidigt skede

Trinitytestet är historiens första kärnvapenprov. Testets kodnamn var Trinity och det utfördes på en plats utanför staden Alamogordo i New Mexico, klockan 05:29 den 16 juli 1945. Den bomb som testades var av kompressionsmodell och dess klyvbara material var plutonium. Denna bomb hade samma konstruktion som den som senare släpptes över Nagasaki i Japan den 9 augusti 1945.
Platsen för testet var en del av Alamogordo bombing range, numera White Sands Missile Range. Trinity ligger i den norra delen av området, mellan städerna Carrizozo och Socorro, New Mexico i Jornada del Muerto-öknen i sydvästra USA. Provsprängningen, som var Manhattanprojektets kulmen, fick kodnamnet Trinity (treenighet), och bombens kodnamn var Gadget (pryl).

## Bakgrund
Det exakta ursprunget till namnet Trinity är inte helt känt men tillskrivs ofta laboratorieledaren Robert Oppenheimer, som skall ha namngivit bomben med några av 1500-talspoeten John Donnes dikter i tankarna. Oppenheimer hade kommit i kontakt med Donnes diktning genom sin flickvän Jean Tatlock, som begick självmord i juli 1944.
General Leslie Groves skrev 1962 till Oppenheimer angående ursprunget till namnet. Groves undrade om det valdes för att det var ett vanligt namn på floder och bergstoppar i västra USA, och därför inte skulle väcka uppmärksamhet. ”Jag föreslog det förvisso, men det var inte därför … Varför jag valde det namnet kan jag inte säkert säga, men jag vet hur jag tänkte. Det finns en dikt av John Donne, som han skrev kort före sin död, som är mig kär. Ett citat från den lyder: ’As West and East / In all flat Maps—and I am one—are one, / So death doth touch the Resurrection.’” ("Hymn to God, My God, in My Sickness"). Oppenheimer fortsatte ”Det blir inte än av det här en treenighet (trinity), men i en annan, mer känd andaktsdikt öppnar Donne, ’Batter my heart, three person'd God.’ Förutom detta, har jag ingen aning.” (Holy Sonnets XIV).

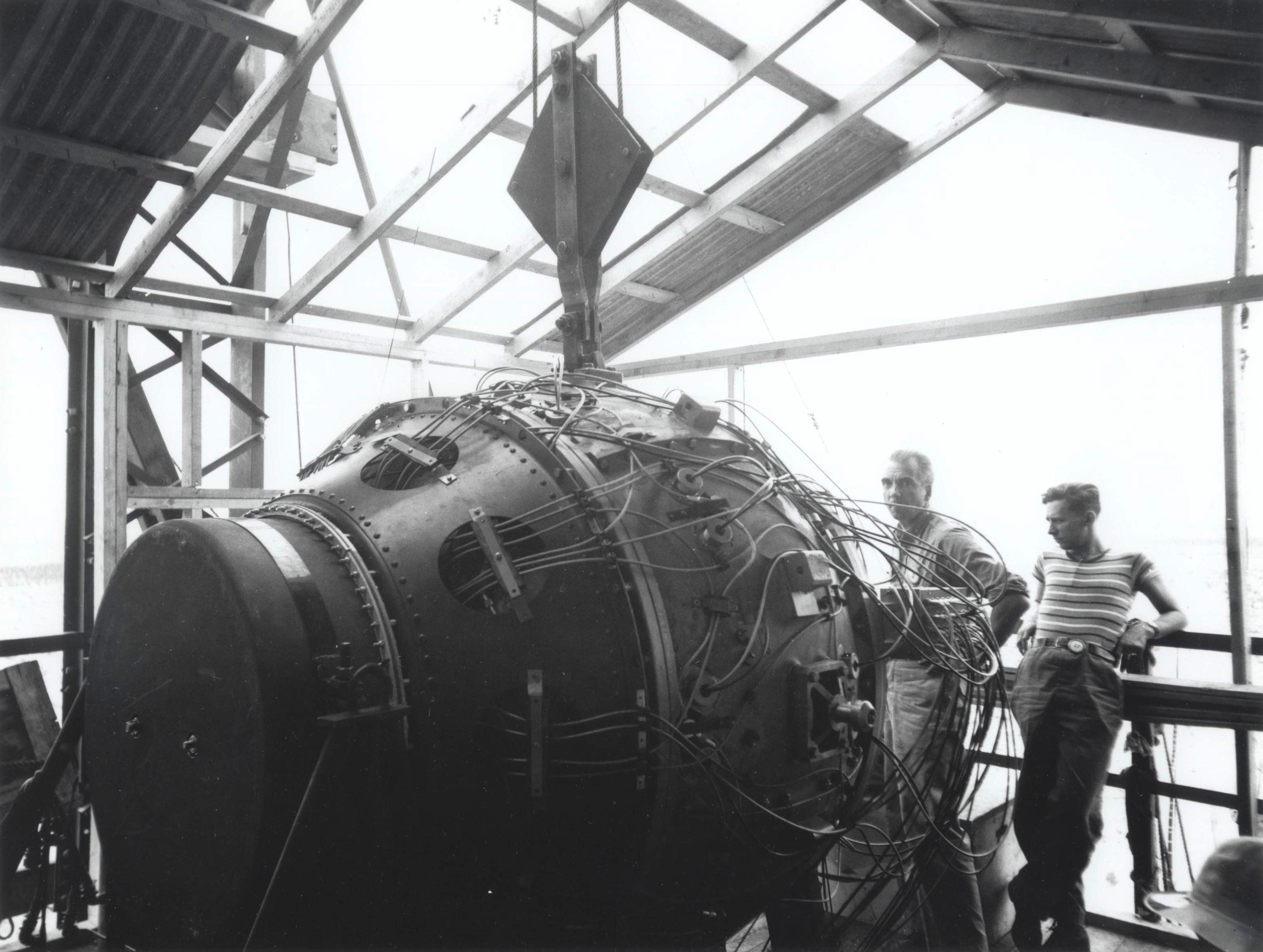
"Gadget", monterad och klar för testet

Den 7 maj testade man först att detonera 100 ton trotyl för att kalibrera instrumenten. Inför det riktiga testet hissades plutoniumbomben, kallad ”Gadget”, till toppen av det 20 meter höga tornet som byggts för ändamålet. Den 12 juli hade bomben ankommit i delar till McDonald Ranch House, där den monterades den 13 juli och hissades upp i tornet dagen efter. I händelse av att någonting skulle gå fel hade man byggt en stor och mycket tung ståltunna med tjocka väggar att innesluta explosionen i, så att man skulle kunna ta till vara plutoniumet i den händelse att kärnreaktionen uteblev. Kodnamnet för tunnan var ”Jumbo”, och den fraktades till testplatsen men användes aldrig. Detonationen var planerad till 04:00 men senarelades på grund av dåligt väder.
05:29:45 lokal tid (Mountain War Time) detonerade bomben med en kraft motsvarande 19 kiloton trotyl (89,5 TJ). Bomben skapade en krater som var 3 meter djup och 330 meter bred. Chockvågen kunde kännas över 160 km från detonationsplatsen, och svampmolnet var synligt på 12 km avstånd. När Oppenheimer såg explosionen kom han att tänka på en rad ur hinduiska Bhagavad Gita, ”Jag har nu blivit döden, världarnas förintare”. Testledaren Kenneth Bainbridge sa, i ett försök att vara mindre poetisk eller möjligtvis mer poetisk, ”Now we are all sons of bitches”. Richard Feynman hävdade att han var den enda person som såg explosionen utan de utdelade mörka glasögonen; han förlitade sig istället på vindrutan i den lastbil han satt i för att filtrera den skadliga ultravioletta strålningen.

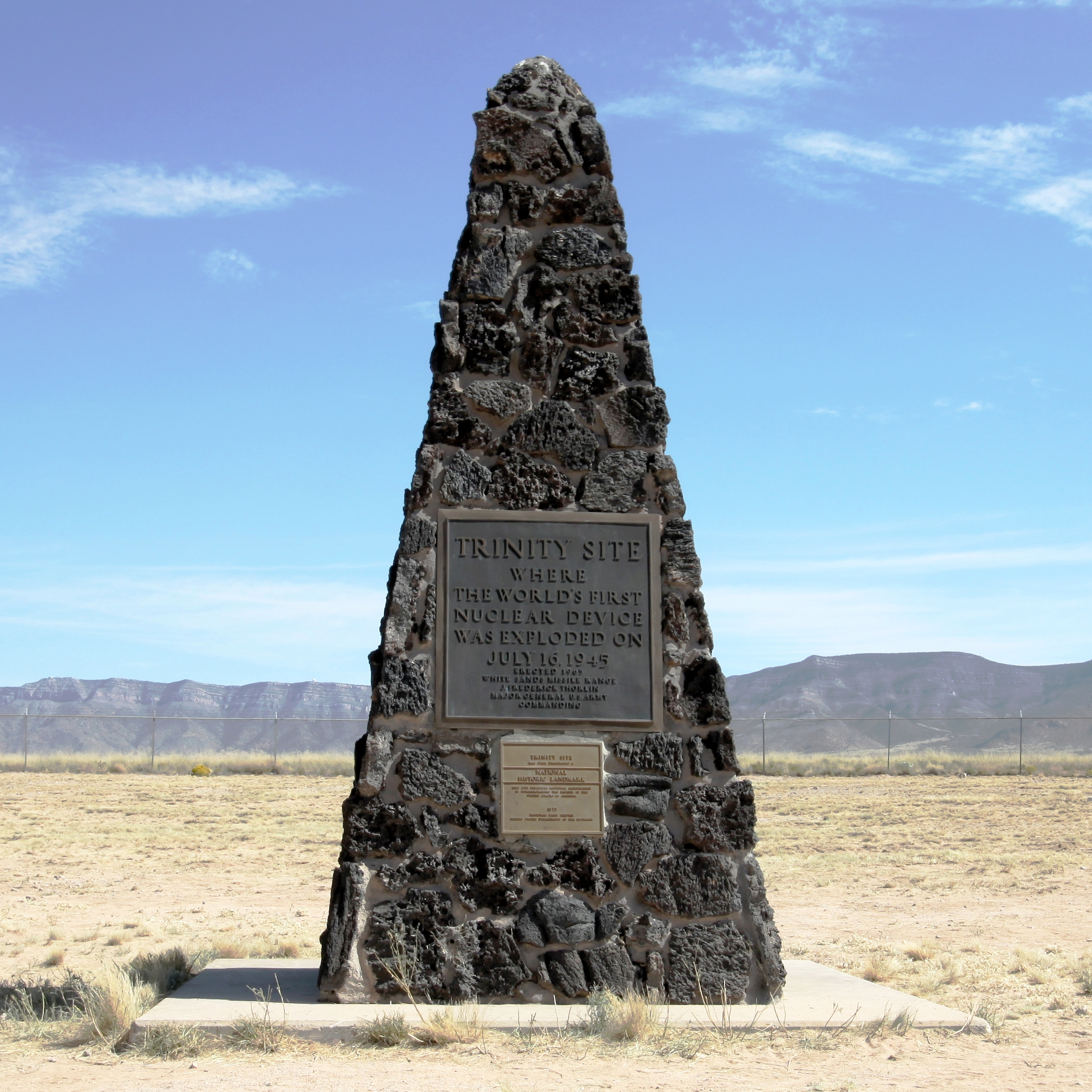
Numera står ett monument på det som tidigare var Trinitys detonationspunkt.

Ökensanden i explosionskratern bestod till största delen av kiseldioxid, vilken smälte och bildade ett ljusgrönt glas vilket döptes till trinitit. Kratern fylldes igen strax efter testet och militären rapporterade händelsen som en olycka i en avfallsplats för militärt materiel. Den sanna versionen blev inte officiell förrän den 6 augusti, efter attacken på Hiroshima. Manhattanprojektets officiella journalist, William L. Laurence, hade på förhand skrivit flera olika pressmeddelanden som han förvarade på sitt kontor hos New York Times och som skulle släppas om ett akutläge uppstod. De olika versionerna rapporterade om allt från ett lyckat test (den som användes) ända till mer extrema situationer som förklarade hur samtliga forskare hade omkommit i en stor olycka.
Ungefär 260 personer var närvarande, alla minst 9 km bort. Under nästkommande serie av provsprängningar, Operation Crossroads som ägde rum 1946, var över 40 000 personer närvarande.
1975 förklarades området som nationell minnespark där allmänheten har tillåtelse att besöka området den första lördagen i april respektive oktober. Det finns fortfarande en låg grad av radioaktivitet på platsen med en strålnivå på cirka tio gånger normal bakgrundsstrålning. En vistelse på en timme vid platsen ger en stråldos på cirka 5–10 μSv (0,5–1 mrem) vilket är några promille av normal bakgrundsstrålning under ett år. Trinitymonumentet, en obelisk med ojämna sidor som är ungefär 3,65 m hög, anger explosionens hypocentrum.